# Cassis (Frankrijk)
Cassis is een gemeente en plaats in Zuid-Frankrijk in het departement Bouches-du-Rhône aan de Côte d'Azur, zo'n 20 kilometer oostelijk van Marseille. De gemeente vormt het oostelijke uiteinde van het natuurgebied Nationaal park Calanques, dat zich uitstrekt tussen Marseille en Cassis en bestaat uit een aantal rotsachtige inhammen aan de Middellandse Zee. Cassis telde op 1 januari 2022 6.706 inwoners.

## Geografie
De oppervlakte van Cassis bedroeg op 1 januari 2022 26,87 vierkante kilometer; de bevolkingsdichtheid was toen 249,6 inwoners per km².
De onderstaande kaart toont de ligging van Cassis met de belangrijkste infrastructuur en aangrenzende gemeenten.

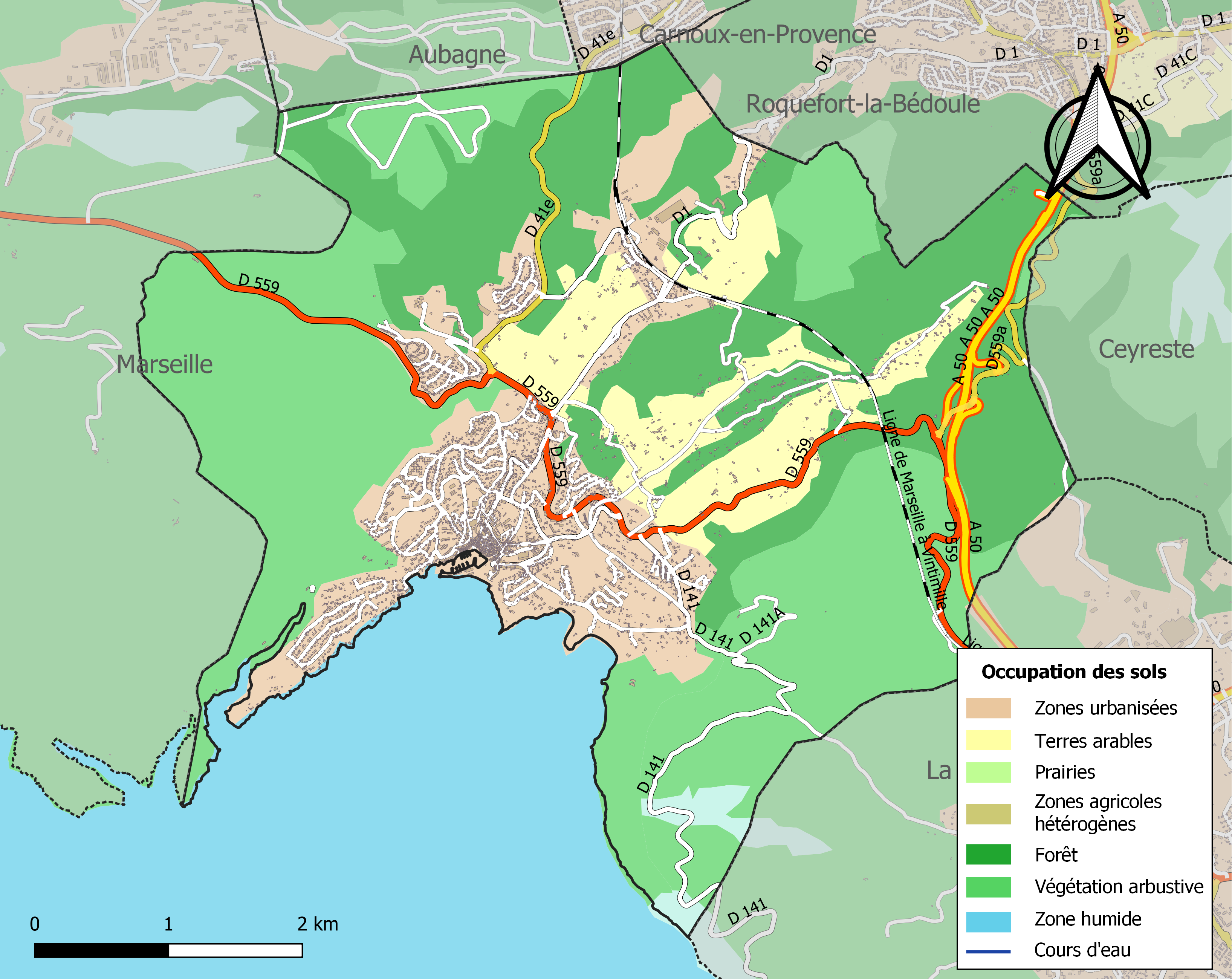

## Toponymie
De oudste vorm van de naam van Cassis, Tutelæ Charsitanæ, lijkt herleid te kunnen worden tot het Pre-Indo-Europese *Kar dat "steen" of "rots" betekent, gevolgd door een "-s". Aan het woord *Kar-s zou dan de suffix "-ite" zijn gekoppeld. De Franse taal heeft de Provençaalse schrijfwijze van Cassis gehandhaafd. Er zijn ook andere verklaringen van de naam Cassis voorgesteld, bijv. dat de naam ontleend zou zijn aan een oude benaming van een Romeinse helm, een cassis.

## Archeologische vondsten
Archeologische vondsten tonen aan dat Cassis waarschijnlijk al rond 500 voor Christus bewoond was. In de vijftiende eeuw kwam het plaatsje in handen van de graven van Provence, die Cassis later aan de bisschoppen van Marseille overlieten. De bisschoppen regeerden tot aan de Franse Revolutie over het vissersplaatsje.

## Cap Canaille
De Cap Canaille is een klif gelegen in de gemeente Cassis. De naam komt van het Provençaals Cap Naio. Dit werd in het Frans "Cap Naille" en vervolgens "Cap Canaille". De hoogte van de Cap Canaille is 363 m en behoort daardoor tot een van de hoogste kliffen in Europa.

## Vervoer
In de gemeente ligt spoorwegstation Cassis aan de spoorlijn Marseille-Saint-Charles - Ventimiglia (grens).

## Divers
De haven van Cassis is de finishlocatie van de hardloopwedstrijd Marseille-Cassis over een afstand van 20 kilometer, die ieder jaar gehouden wordt.

## Zustersteden
- Burnham-on-Sea, Verenigd Koninkrijk[3]
- Portofino, Italië[4]

## Demografie
Onderstaande figuur toont het verloop van het inwonertal (bron: INSEE-tellingen).
Vanwege een beveiligingsprobleem met de MediaWiki Graph-software is het momenteel niet mogelijk deze grafiek weer te geven. Zodra de software is bijgewerkt zal de grafiek vanzelf weer zichtbaar worden.